# Montes Cordillera

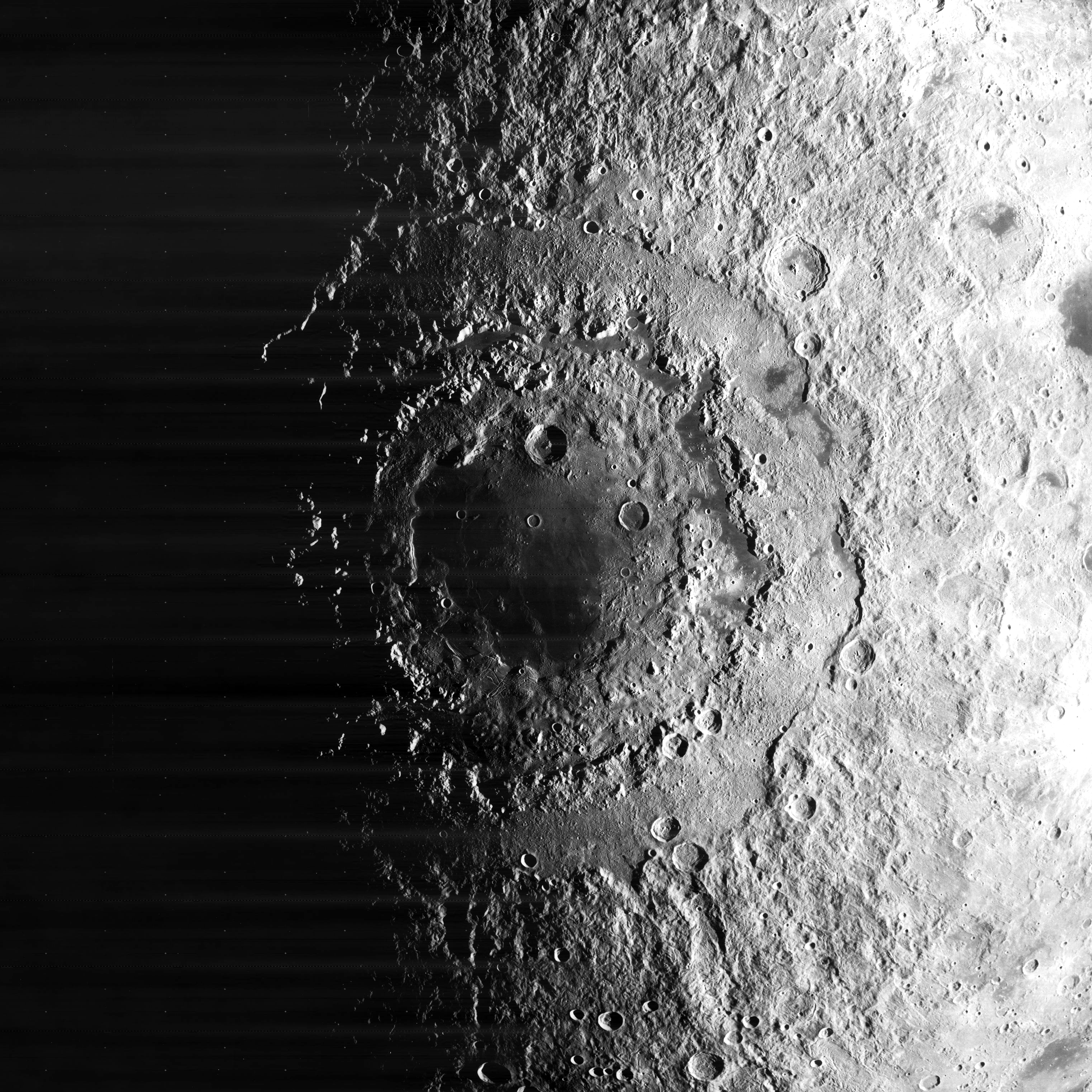
Vue du la Mare Orientale entourée par les Montes Cordillera.

Les Montes Cordillera est un massif montagneux de la Lune s'étendant sur près de 945 km et encerclant la Mare Orientale.
Le point central est situé en sélénographie au (−17,5, −81,6).

## Caractéristiques
Cette chaîne de montagnes se trouve dans le sud-ouest de la Lune, du côté de la face visible de la Lune près de la chaîne de montagnes Montes Rook. L'extrême ouest est situé à environ 116° O, sur la face cachée de la Lune. La partie nord de la chaîne montagneuse se trouve juste au sud de l'équateur lunaire. À l'intérieur s'étend le long de la face interne, vers le nord-est, une petite mare lunaire nommée Lacus Autumni. La partie orientale des Montes Cordillera  contient les cratères Lagrange, Krasnov (en) et Shaler (en). Au sud-est de la formation montagneuse, apparaît une vallée radiale nommé Vallis Bouvard. Plus au sud et à l'est, deux autres vallées radiales nommées Vallis Baade et Vallis Inghirami (en). Une vallée similaire radiale, Vallis Bohr, se trouve au nord de la Cordillère Montes et à l'ouest du cratère Bohr.